# Pheidole pilifera
Pheidole pilifera är en myrart som först beskrevs av Julius Roger 1863.
Pheidole pilifera ingår i släktet Pheidole och familjen myror.

## Underarter
Arten delas in i följande underarter:
- Pheidole pilifera artemisia
- Pheidole pilifera coloradensis
- Pheidole pilifera pacifica
- Pheidole pilifera pilifera

## Bildgalleri

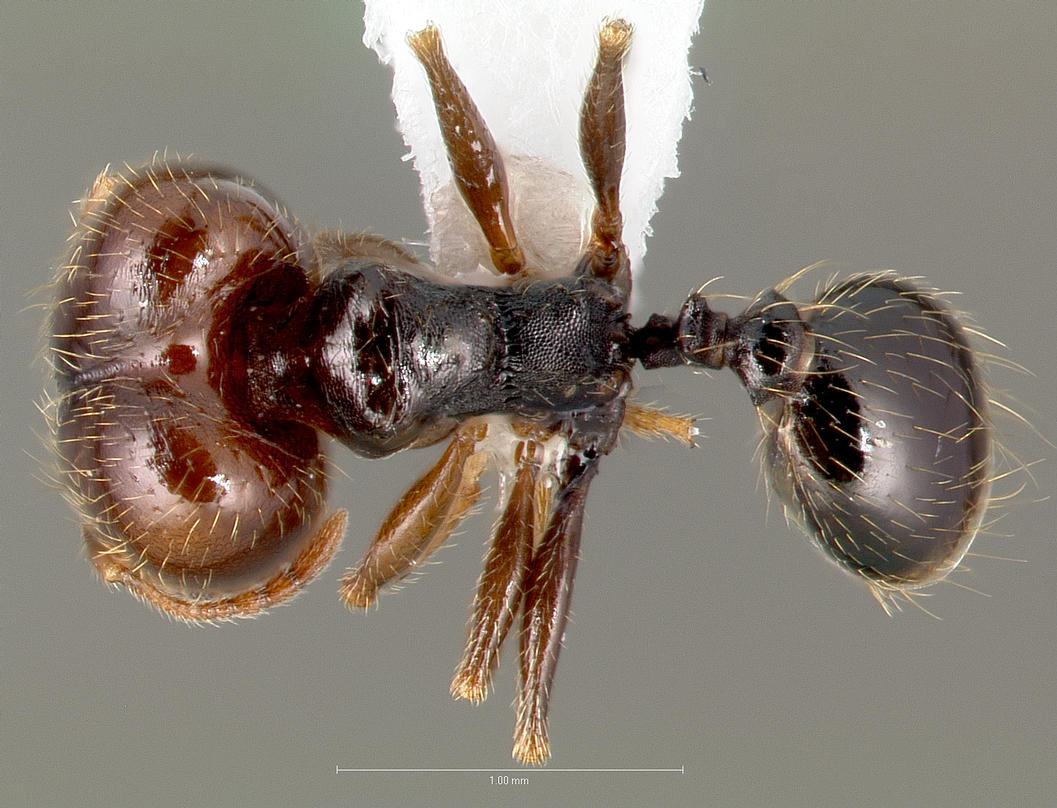
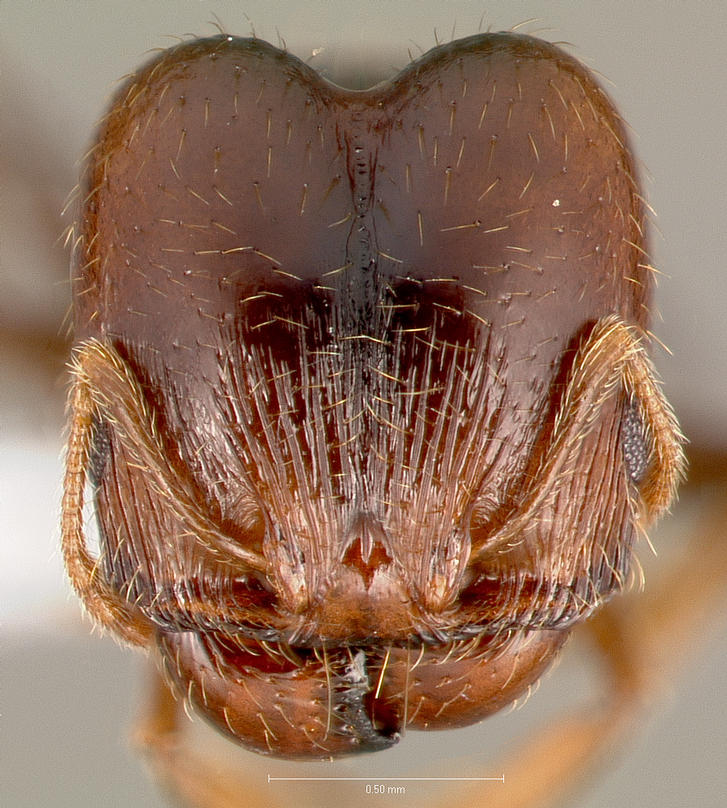
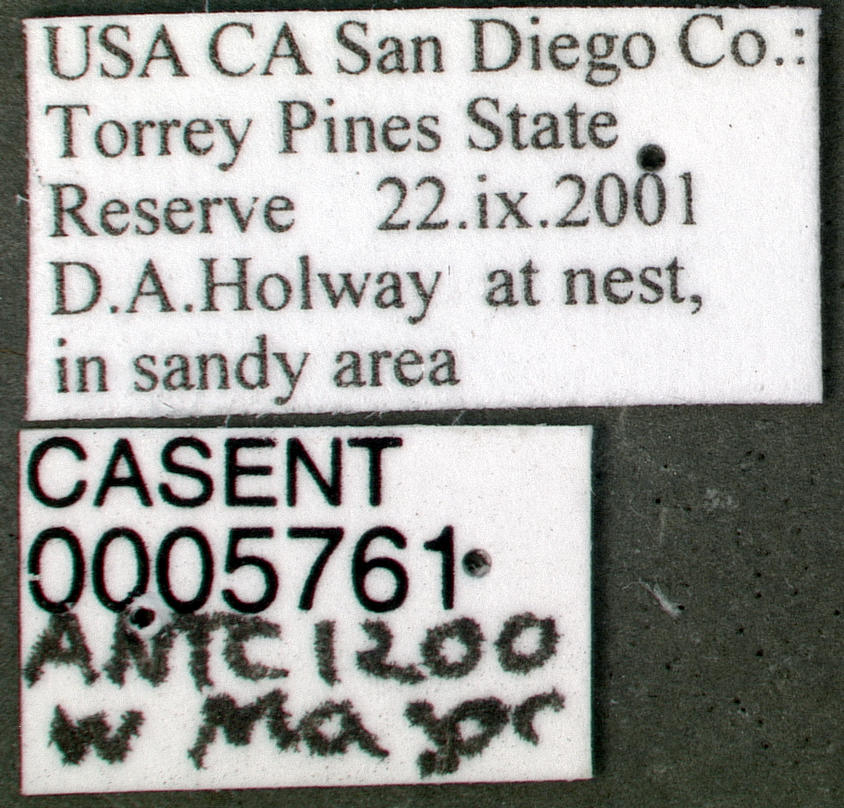
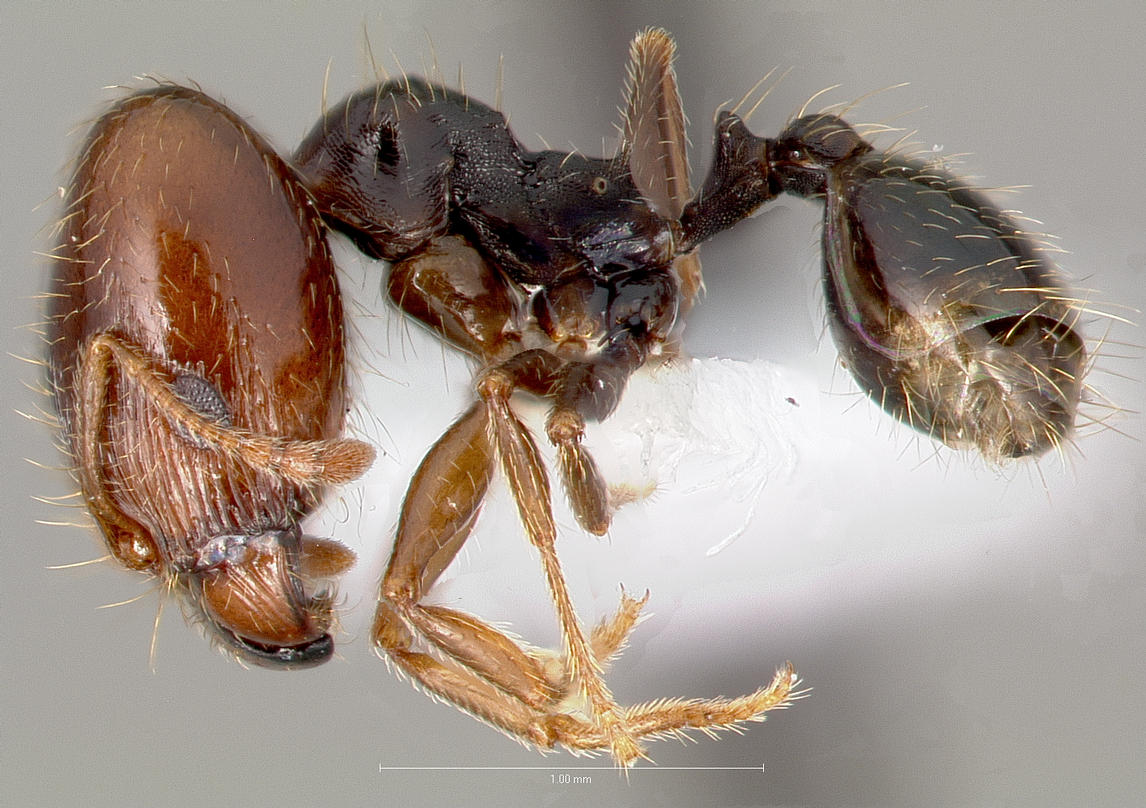
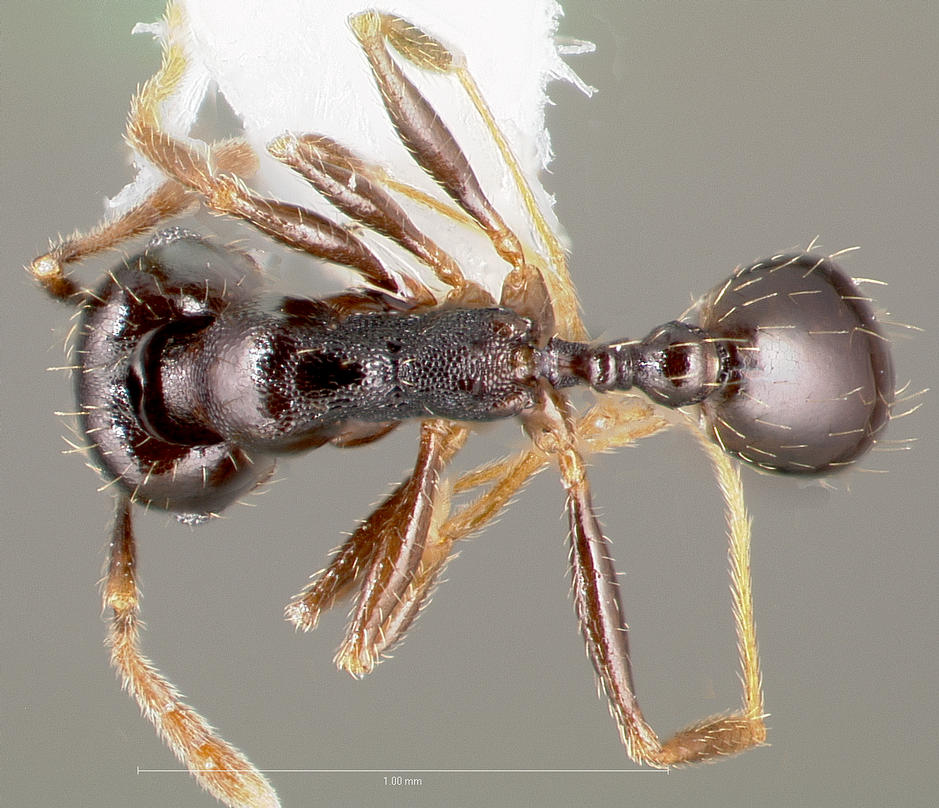
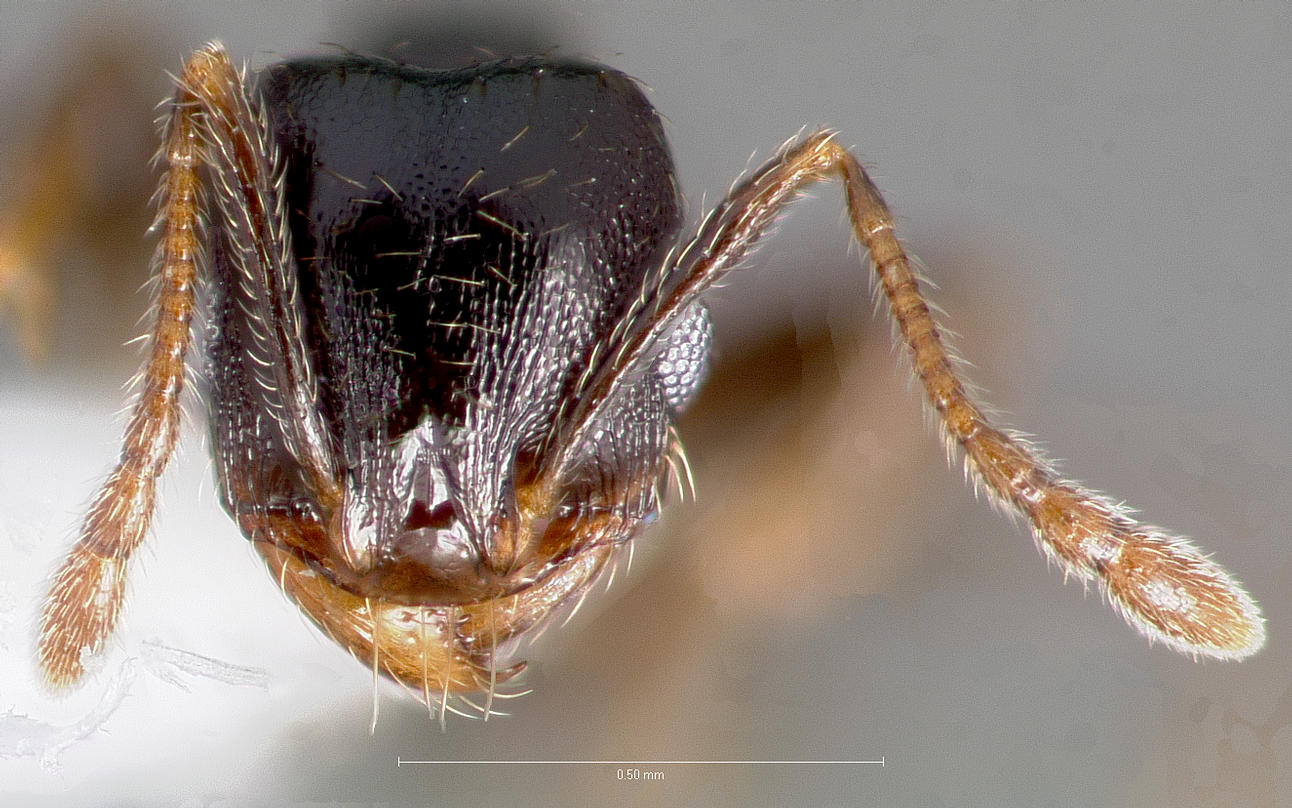